# William Shedden Ralston
Pour les articles homonymes, voir Ralston.
William Shedden Ralston (4 avril 1828 – 6 août 1889) était un érudit anglais, traducteur du russe. Il naquit à Londres et étudia à Cambridge. Il travailla comme assistant à la bibliothèque du British Museum jusqu'en 1875. Il visita ensuite la Russie. Ses travaux incluent Songs of the Russian People et Russian Folk-Tales.